# Scheuren (Bad Münstereifel)
Scheuren ist ein Stadtteil von Bad Münstereifel im Kreis Euskirchen, Nordrhein-Westfalen.

## Lage
Der Ort liegt südöstlich von Bad Münstereifel. Die Landesstraße 113 verläuft durch das Dorf. Im Ort trifft die Kreisstraße 52 auf die Landesstraße. Das Dorf grenzt an das Stadtgebiet von Rheinbach im Rhein-Sieg-Kreis. In Ortsnähe fließt der Houverather Bach.

## Geschichte

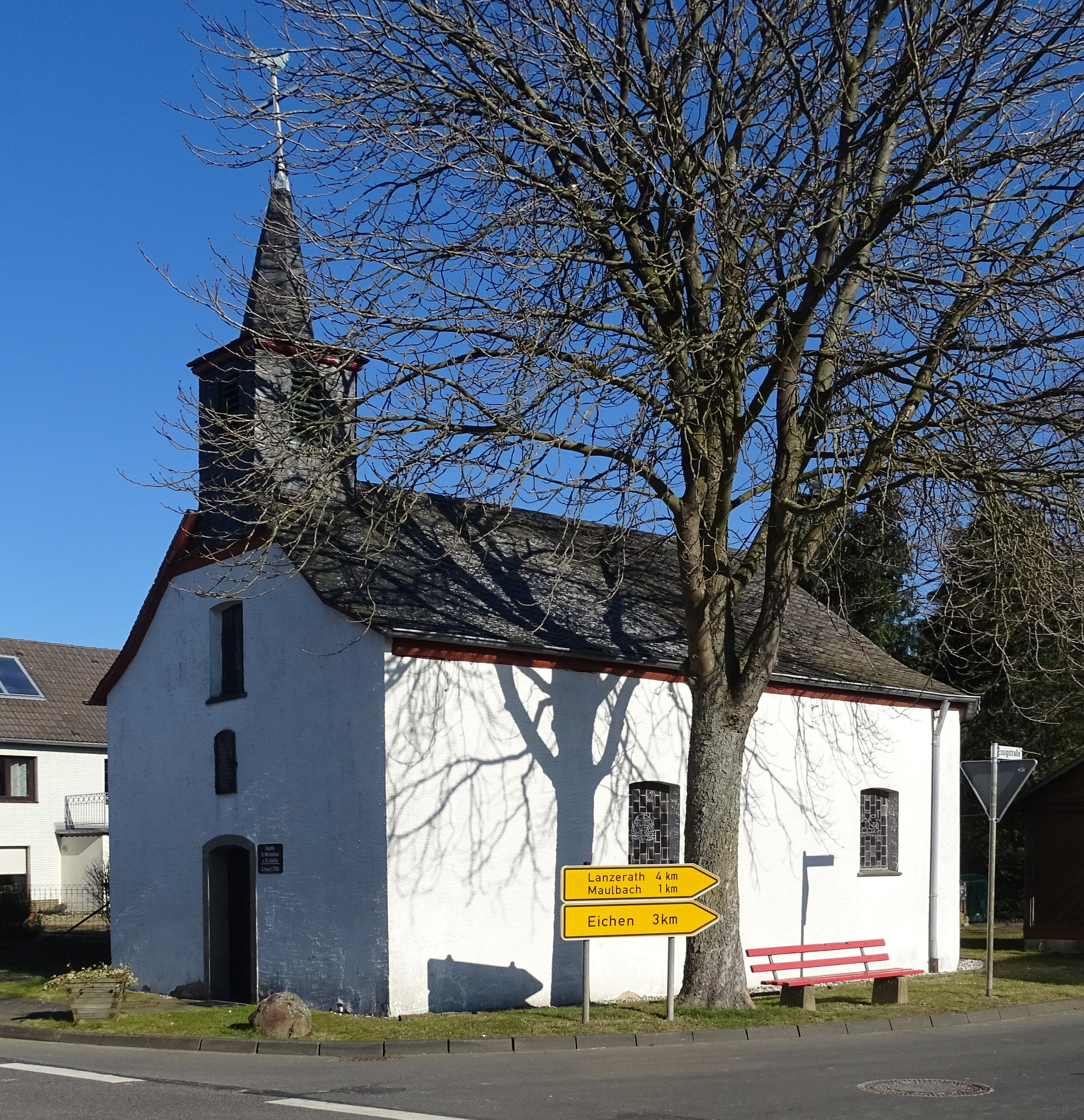
Kapelle St. Wendelin und Agatha, Scheuren

Scheuren gehörte zur eigenständigen Gemeinde Houverath, bis diese am 1. Juli 1969 nach Bad Münstereifel eingemeindet wurde.
1786 wurde die Kapelle St. Wendelinus und St. Agatha erbaut. In der Nische über der Eingangstür befindet sich eine Figur des hl. Wendelin.

## Verkehr
Die VRS-Buslinien 741 und 828 der RVK verbinden den Ort mit Bad Münstereifel, weiteren Nachbarorten und mit Rheinbach, überwiegend als TaxiBusPlus im Bedarfsverkehr. Zusätzlich verkehrt an Schultagen eine Fahrt der Linie 802 nach Euskirchen.
| Linie | Verlauf |
| ----- | --- |
| 741   | MiKE (außer im Schülerverkehr): Rheinbach Bf – Loch – Queckenberg – Kurtenberg (– Scheuren – Maulbach – Eichen – Lanzerath – Houverath – Limbach – Wald)                                                                               |
| 802   | Euskirchen Bf – Kuchenheim – Palmersheim – Flamersheim – Schweinheim – Queckenberg – Rheinbach (/← Scheuren ← Maulbach ← Eichen ← Lanzerath ← Houverath ← Limbach ← Wald)                                                              |
| 828   | MiKE (außer im Schülerverkehr): Bad Münstereifel Bf – (Bad Münstereifel Rathaus →/ Gewerbegeb./Ärzteh. ←) Rodert – Holzem – Lethert – Effelsberg – Scheuerheck – Wald – Limbach – Houverath – Lanzerath – Eichen – Maulbach – Scheuren |

Die Grundschulkinder werden zur Grundschule in Houverath gebracht.